# 奧爾萊尼亞河
46°22′57″N 9°39′35″E / 46.38245°N 9.65969°E

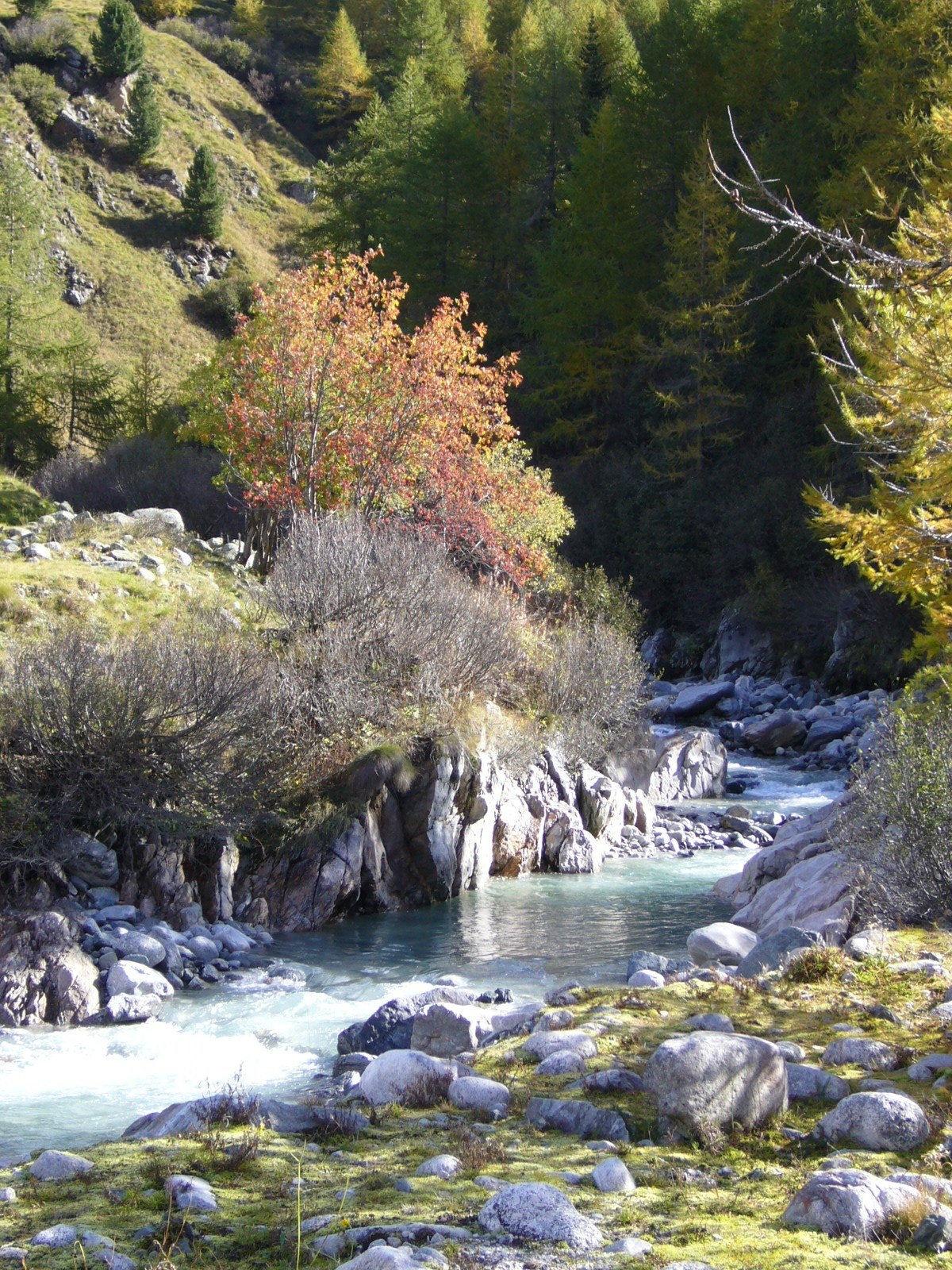

奧爾萊尼亞河是瑞士的河流，位於該國東南部，流經格勞賓登州，屬於梅拉河的左支流，河道全長12.2公里，流域面積44.7平方公里，河畔城鎮有布雷加利亞。